# Harald Poelchau (Jurist)

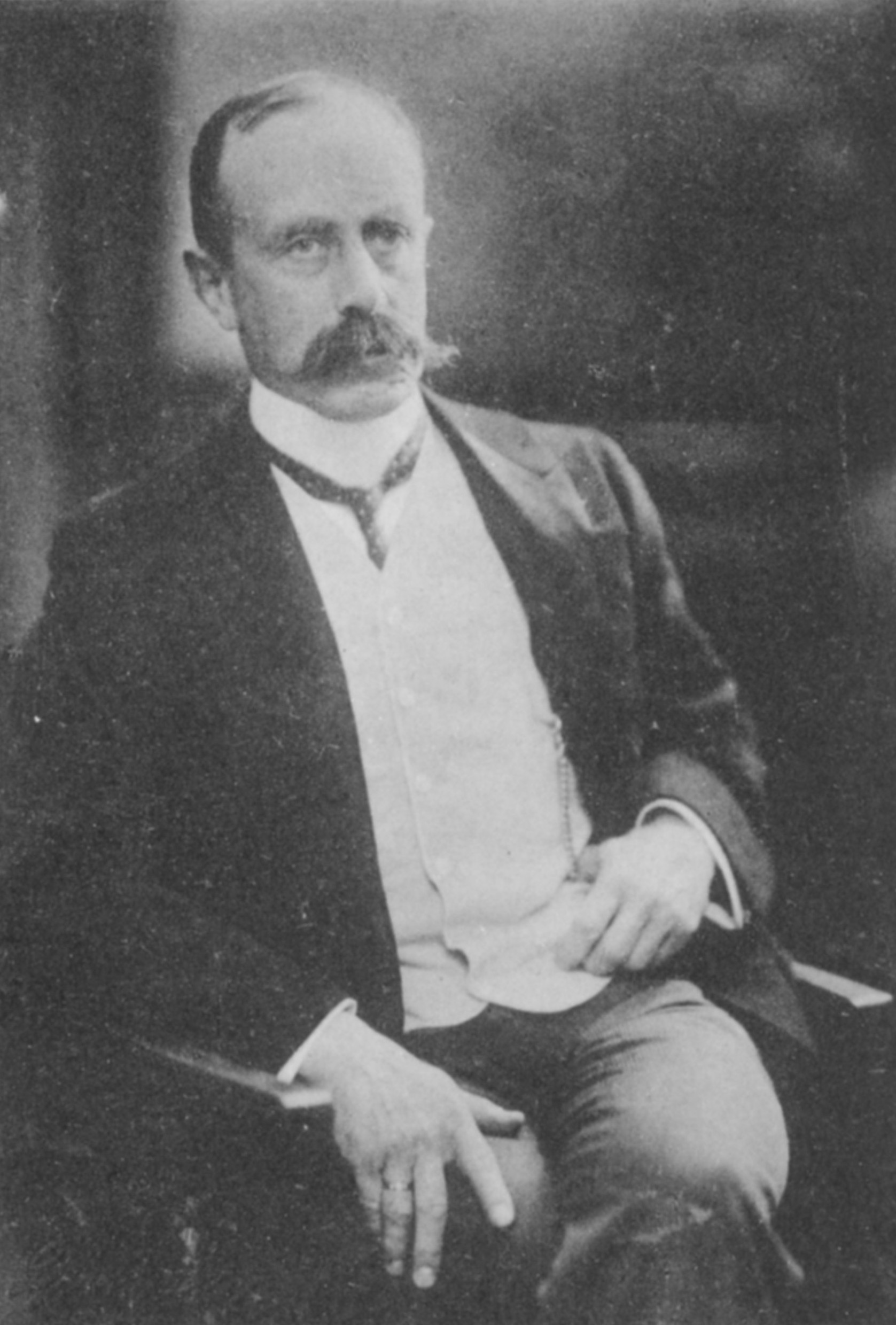
Harald Poelchau, um 1914

Harald Rudolf Ernst Julius Poelchau (* 23. Juni 1857 in Hamburg; † 18. Januar 1938 ebenda) war ein deutscher Rechtsanwalt. 

## Leben
Harald Polchau war ein Sohn des Hamburger Anwalts Hermann Poelchau und erlangte 1878 an der Gelehrtenschule des Johanneums in Hamburg das Abitur. Anschließend studierte er an der Universität Göttingen Rechtswissenschaften. 1879 wurde er Mitglied des Corps Hannovera Göttingen. Ab 1881 war er in Hamburg Referendar. Er wurde zum Dr. jur. promoviert. 1885 legte er das Assessorexamen ab und ließ sich in Hamburg in einer Sozietät mit Julius Scharlach, Julius Ludwig Seebohm und Eduard Wilhelm Westphal als Rechtsanwalt nieder, die er nach deren Tod zusammen mit Alexander Lutteroth, Otto Scharlach und Alfonso Stegemann weiterführte. Die Kanzlei wurde später als „Stegemann Sieveking Lutteroth“ bekannt und besteht als Hamburger Büro der internationalen Anwaltskanzlei Freshfields Bruckhaus Deringer fort.
Poelchau war Mitglied der Gefängnisdeputation und des Medizinalkollegiums in Hamburg. Er war Aufsichtsratsvorsitzender der Dekage Handelsgesellschaft AG, vormals Deutsche Kamerun-Gesellschaft mbH, der Deutschen Vacuum Oel AG und der Ocean Versicherungs-AG sowie bis 1933 zweiter Aufsichtsratsvorsitzender der Asbest- & Gummiwerke Calmon AG an der Dorotheenstraße, alle mit Sitz in Hamburg.
Weiterhin war er Vorstand des Landesverbandes Hamburg des Volksbundes Deutsche Kriegsgräberfürsorge e.V., Vorsitzender des Kirchenvorstandes der Matthäuskirche in Hamburg-Winterhude, Mitglied der Hamburger Kirchensynode, 2. Vorsitzender der Stiftung Das Rauhe Haus, Mitglied des Vorstandes des Deutschen Hilfsvereins für entlassene Gefangene, Verwalter von mildtätigen Stiftungen wie der des Hiob-Hospitals, der Hieronymus Knaggerügge-Stiftung und der Johann Martin Ludewig Pickenpack-Stiftung.
Poelchau war Oberleutnant der Landwehr. Er war verheiratet mit Emmy Pauline Ruperti. Drei ihrer Söhne fielen im Ersten Weltkrieg. Eine Tochter starb während des Krieges im Dienst des Roten Kreuzes. Sein älterer Bruder war der Kaufmann Warner Poelchau.
Beigesetzt wurde er auf  dem Friedhof Ohlsdorf.

## Auszeichnungen
- Landwehrdienstauszeichnung 2. Klasse
- Medaille für treue Arbeit im Dienste des Volkes des Hamburger Senats von 1926